# جس استون: مرگ در پارادایس
جس استون: مرگ در پارادایس (انگلیسی: Jesse Stone: Death in Paradise) یک تله‌فیلم جنایی آمریکایی محصول سال ۲۰۰۶ به کارگردانی رابرت هارمون با بازی تام سلک، وایولا دیویس و کوهل سودوت است. این فیلم بر اساس رمان مرگ در بهشت نوشته رابرت بی پارکر در سال ۲۰۰۱، دربارهٔ یک رئیس پلیس شهر کوچک و خیالی است که در حال مبارزه با قتل دختر نوجوانی است که جسدش در یک دریاچه شناور است. داستان در شهر ساختگی پارادایس، ماساچوست می‌گذرد. جس استون: مرگ در بهشت سومین فیلم از مجموعه نه فیلم تلویزیونی است که بر اساس رمان‌های جسی استون اثر پارکر ساخته شده‌است. این فیلم اولین بار در ۳۰ آوریل ۲۰۰۶ از شبکه تلویزیونی سی‌بی‌اس پخش شد.

## داستان فیلم
در شهر کوچک «پارادایس» واقع در ایالت ماساچوست، جسد متلاشی شدهٔ یک دختر که روی یک دریاچه شناور بود، پیدا می‌شود. رئیس پلیس جس استون(تام سلک) و همکارانش شروع به بررسی صحنهٔ جرم می‌کنند…